# De La Soul/Diskografie
Diese Diskografie ist eine Übersicht über die musikalischen Werke der US-amerikanischen Hip-Hop-Band De La Soul. Den Schallplattenauszeichnungen zufolge hat sie bisher mehr als 6,9 Millionen Tonträger verkauft. Ihre erfolgreichste Veröffentlichung ist die Single Feel Good Inc. mit über 4,2 Millionen verkauften Einheiten.

## Alben

### Studioalben
| Jahr | Titel Musiklabel                                                      | Höchstplatzierung, Gesamtwochen, AuszeichnungChartplatzierungen (Jahr, Titel, Musiklabel, Platzierungen, Wochen, Auszeichnungen, Anmerkungen) | Höchstplatzierung, Gesamtwochen, AuszeichnungChartplatzierungen (Jahr, Titel, Musiklabel, Platzierungen, Wochen, Auszeichnungen, Anmerkungen) | Höchstplatzierung, Gesamtwochen, AuszeichnungChartplatzierungen (Jahr, Titel, Musiklabel, Platzierungen, Wochen, Auszeichnungen, Anmerkungen) | Höchstplatzierung, Gesamtwochen, AuszeichnungChartplatzierungen (Jahr, Titel, Musiklabel, Platzierungen, Wochen, Auszeichnungen, Anmerkungen) | Höchstplatzierung, Gesamtwochen, AuszeichnungChartplatzierungen (Jahr, Titel, Musiklabel, Platzierungen, Wochen, Auszeichnungen, Anmerkungen) | Anmerkungen                                              |
| Jahr | Titel Musiklabel                                                      | DE | AT | CH | UK | US | Anmerkungen                                              |
| ---- | --------------------------------------------------------------------- | --- | --- | --- | --- | --- | -------------------------------------------------------- |
| 1989 | 3 Feet High and Rising Tommy Boy Entertainment (WMG)                  | DE22 a (4 Wo.)DE | — | CH80 a (2 Wo.)CH | UK9 a Platin · (60 Wo.)UK | US15 a Platin · (… Wo.)US | Erstveröffentlichung: 3. März 1989 Verkäufe: + 1.300.000 |
| 1991 | De La Soul Is Dead Tommy Boy Entertainment (WMG)                      | DE12 (22 Wo.)DE | AT20 (12 Wo.)AT | CH17 (11 Wo.)CH | UK7 (11 Wo.)UK | US26 Gold · (17 Wo.)US | Erstveröffentlichung: 13. Mai 1991 Verkäufe: + 500.000   |
| 1993 | Buhlo͞one Mind State Tommy Boy Entertainment (WMG)                     | — | — | — | UK37 (2 Wo.)UK | US40 (7 Wo.)US | Erstveröffentlichung: 21. September 1993                 |
| 1996 | Stakes Is High Tommy Boy Entertainment (WMG)                          | DE91 (3 Wo.)DE | — | — | UK42 (2 Wo.)UK | US13 (9 Wo.)US | Erstveröffentlichung: 28. Juni 1996                      |
| 2000 | Art Official Intelligence: Mosaic Thump Tommy Boy Entertainment (WMG) | DE16 (9 Wo.)DE | AT31 (3 Wo.)AT | CH25 (12 Wo.)CH | UK22 Silber · (6 Wo.)UK | US9 (12 Wo.)US | Erstveröffentlichung: 7. August 2000 Verkäufe: + 60.000  |
| 2001 | AOI: Bionix Tommy Boy Entertainment (WMG)                             | — | — | CH60 (5 Wo.)CH | — | US136 (1 Wo.)US | Erstveröffentlichung: 4. Dezember 2001                   |
| 2004 | The Grind Date A.O.I. Records (AOI)                                   | — | — | CH89 (1 Wo.)CH | — | US87 (5 Wo.)US | Erstveröffentlichung: 4. Oktober 2004                    |
| 2012 | Plug 1 & Plug 2 Present… First Serve Play It Again Sam (PIAS)         | — | — | — | — | — | Erstveröffentlichung: 2. April 2012                      |
| 2016 | And the Anonymous Nobody A.O.I. Records (AOI)                         | DE22 (2 Wo.)DE | AT34 (1 Wo.)AT | CH12 (3 Wo.)CH | UK16 (2 Wo.)UK | US12 (3 Wo.)US | Erstveröffentlichung: 16. August 2016                    |

### Livealben
| Jahr | Titel Musiklabel                              | Anmerkungen                |
| ---- | --------------------------------------------- | -------------------------- |
| 2004 | Live at Tramps, NYC, 1996 Rhino Records (WMG) | Erstveröffentlichung: 2004 |

### Kompilationen
| Jahr | Titel Musiklabel                                                                     | Höchstplatzierung, Gesamtwochen, AuszeichnungChartplatzierungen (Jahr, Titel, Musiklabel, Platzierungen, Wochen, Auszeichnungen, Anmerkungen) | Höchstplatzierung, Gesamtwochen, AuszeichnungChartplatzierungen (Jahr, Titel, Musiklabel, Platzierungen, Wochen, Auszeichnungen, Anmerkungen) | Höchstplatzierung, Gesamtwochen, AuszeichnungChartplatzierungen (Jahr, Titel, Musiklabel, Platzierungen, Wochen, Auszeichnungen, Anmerkungen) | Höchstplatzierung, Gesamtwochen, AuszeichnungChartplatzierungen (Jahr, Titel, Musiklabel, Platzierungen, Wochen, Auszeichnungen, Anmerkungen) | Höchstplatzierung, Gesamtwochen, AuszeichnungChartplatzierungen (Jahr, Titel, Musiklabel, Platzierungen, Wochen, Auszeichnungen, Anmerkungen) | Anmerkungen                                            |
| Jahr | Titel Musiklabel                                                                     | DE | AT | CH | UK | US | Anmerkungen                                            |
| ---- | ------------------------------------------------------------------------------------ | --- | --- | --- | --- | --- | ------------------------------------------------------ |
| 1992 | The Best Tommy Boy Entertainment • Flying Records (DFR)                              | — | — | — | — | — | Erstveröffentlichung: 1992                             |
| 2003 | Timeless: The Singles Collection Rhino Records (WMG)                                 | — | — | — | — | — | Erstveröffentlichung: 27. Mai 2003                     |
| 2003 | The Best Of Rhino Records (WMG)                                                      | — | — | — | UK17 Gold · (15 Wo.)UK | — | Erstveröffentlichung: 2. Juni 2003 Verkäufe: + 100.000 |
| 2004 | De La Mix Tape: Remixes, Rarities and Classics Rhino Records (WMG)                   | — | — | — | — | — | Erstveröffentlichung: 8. Juni 2004                     |
| 2006 | The Impossible: Mission TV Series, Pt. 1 AOI Records • Red Lion Entertainment (ROAR) | — | — | — | — | — | Erstveröffentlichung: 24. Oktober 2006                 |

### Remixalben
| Jahr | Titel Musiklabel                          | Anmerkungen                            |
| ---- | ----------------------------------------- | -------------------------------------- |
| 1991 | Remixes Tommy Boy Entertainment (Sony)    | Erstveröffentlichung: 1. November 1991 |
| 1992 | De La Remix Tommy Boy Entertainment (WMG) | Erstveröffentlichung: 1992             |
| 2002 | The Works Play It Again Sam (PIAS)        | Erstveröffentlichung: Juli 2002        |

### EPs
| Jahr | Titel Musiklabel                         | Anmerkungen                             |
| ---- | ---------------------------------------- | --------------------------------------- |
| 1989 | 4 New Remixes Big Life Records (BLR)     | Erstveröffentlichung: 11. Dezember 1989 |
| 2016 | For Your Pain and Suffering Selbstverlag | Erstveröffentlichung: 29. April 2016    |

## Singles

### Als Leadmusiker
| Jahr | Titel Album                                                            | Höchstplatzierung, Gesamtwochen/‑monate, AuszeichnungChartplatzierungen (Jahr, Titel, Album, Platzierungen, Wochen/Monate, Auszeichnungen, Anmerkungen) | Höchstplatzierung, Gesamtwochen/‑monate, AuszeichnungChartplatzierungen (Jahr, Titel, Album, Platzierungen, Wochen/Monate, Auszeichnungen, Anmerkungen) | Höchstplatzierung, Gesamtwochen/‑monate, AuszeichnungChartplatzierungen (Jahr, Titel, Album, Platzierungen, Wochen/Monate, Auszeichnungen, Anmerkungen) | Höchstplatzierung, Gesamtwochen/‑monate, AuszeichnungChartplatzierungen (Jahr, Titel, Album, Platzierungen, Wochen/Monate, Auszeichnungen, Anmerkungen) | Höchstplatzierung, Gesamtwochen/‑monate, AuszeichnungChartplatzierungen (Jahr, Titel, Album, Platzierungen, Wochen/Monate, Auszeichnungen, Anmerkungen) | Anmerkungen                                                                                        |
| Jahr | Titel Album                                                            | DE | AT | CH | UK | US | Anmerkungen                                                                                        |
| ---- | ---------------------------------------------------------------------- | --- | --- | --- | --- | --- | -------------------------------------------------------------------------------------------------- |
| 1988 | Plug Tunin’ 3 Feet High and Rising                                     | — | — | — | — | — | Erstveröffentlichung: 1988                                                                         |
| 1988 | Jenifa (Taught Me) 3 Feet High and Rising                              | — | — | — | — | — | Erstveröffentlichung: 1988                                                                         |
| 1989 | Me Myself and I 3 Feet High and Rising                                 | DE16 (16 Wo.)DE | AT21 (1 Mt.)AT | CH22 (7 Wo.)CH | UK22 (8 Wo.)UK | US34 Gold · (17 Wo.)US | Erstveröffentlichung: März 1989 Verkäufe: + 500.000                                                |
| 1989 | Eye Know 3 Feet High and Rising                                        | — | — | CH28 (2 Wo.)CH | UK14 (10 Wo.)UK | — | Erstveröffentlichung: 9. Oktober 1989                                                              |
| 1989 | Say No Go 3 Feet High and Rising                                       | — | — | — | UK18 (7 Wo.)UK | — | Erstveröffentlichung: 26. Juni 1989                                                                |
| 1989 | The Magic Number / Buddy 3 Feet High and Rising                        | — | — | — | UK7 (9 Wo.)UK | — | Erstveröffentlichung: 11. Dezember 1989 feat. Jungle Brothers, Monie Love, Q-Tip & Queen Latifah   |
| 1991 | Ring Ring Ring (Ha Ha Hey) De La Soul Is Dead                          | DE8 (19 Wo.)DE | AT10 (12 Wo.)AT | CH1 (19 Wo.)CH | UK10 (8 Wo.)UK | — | Erstveröffentlichung: 15. April 1991 Verkäufe: + 40.000                                            |
| 1991 | A Roller Skating Jam Named "Saturdays" De La Soul Is Dead              | DE37 (9 Wo.)DE | — | CH17 (5 Wo.)CH | UK22 (5 Wo.)UK | — | Erstveröffentlichung: Juli 1991 feat. Q-Tip                                                        |
| 1991 | Millie Pulled a Pistol on Santa / Keepin’ the Faith De La Soul Is Dead | — | — | CH12 (8 Wo.)CH | UK50 (2 Wo.)UK | — | Erstveröffentlichung: November 1991                                                                |
| 1993 | Breakadawn Buhlo͞one Mind State                                         | — | — | — | UK39 (3 Wo.)UK | US76 (5 Wo.)US | Erstveröffentlichung: September 1993                                                               |
| 1993 | Ego Trippin’ (Part Two) Buhlo͞one Mind State                            | — | — | — | — | — | Erstveröffentlichung: 14. Dezember 1993                                                            |
| 1996 | Stakes Is High                                                         | — | — | — | UK55 (2 Wo.)UK | — | Erstveröffentlichung: 1996                                                                         |
| 1996 | Itzsoweezee (Hot) Stakes Is High                                       | — | — | — | — | — | Erstveröffentlichung: 24. September 1996                                                           |
| 1997 | 4 More Stakes Is High                                                  | — | — | — | UK52 (2 Wo.)UK | — | Erstveröffentlichung: 1996 feat. Zhané                                                             |
| 2000 | Oooh. Art Official Intelligence: Mosaic Thump                          | DE52 (7 Wo.)DE | — | CH94 (1 Wo.)CH | UK29 (2 Wo.)UK | — | Erstveröffentlichung: 10. Juli 2000 feat. Redman                                                   |
| 2000 | All Good? Art Official Intelligence: Mosaic Thump                      | DE76 (9 Wo.)DE | — | CH64 (9 Wo.)CH | UK33 (3 Wo.)UK | US96 (3 Wo.)US | Erstveröffentlichung: 30. Oktober 2000 feat. Chaka Khan                                            |
| 2001 | Thru Ya City Art Official Intelligence: Mosaic Thump                   | — | — | — | UK90 (1 Wo.)UK | — | Erstveröffentlichung: 25. Juni 2001 feat. Alias Khrist                                             |
| 2002 | Baby Phat AOI: Bionix                                                  | — | — | — | UK55 (2 Wo.)UK | — | Erstveröffentlichung: 2001 feat. Devin the Dude                                                    |
| 2003 | Shoomp The Grind Date                                                  | — | — | — | UK85 (1 Wo.)UK | — | Erstveröffentlichung: 2003 feat. Sean Paul                                                         |
| 2004 | Shopping Bags (She Got from You) The Grind Date                        | — | — | — | UK80 (1 Wo.)UK | — | Erstveröffentlichung: 11. Oktober 2004                                                             |
| 2004 | Rock Co.Kane Flow The Grind Date                                       | — | — | — | — | — | Erstveröffentlichung: November 2004 feat. MF Doom                                                  |
| 2013 | Get Away –                                                             | — | — | — | — | — | Erstveröffentlichung: 28. April 2013 feat. The Spirit of the WU                                    |
| 2014 | The People –                                                           | — | — | — | — | — | Erstveröffentlichung: 28. November 2014 feat. Chuck D                                              |
| 2015 | God It –                                                               | — | — | — | — | — | Erstveröffentlichung: 21. April 2015 feat. Nas                                                     |
| 2015 | Shoomp –                                                               | — | — | — | — | — | Erstveröffentlichung: 11. September 2015 feat. Sean Paul                                           |
| 2016 | Sho Nuff –                                                             | — | — | — | — | — | Erstveröffentlichung: 13. Mai 2016                                                                 |
| 2016 | Pain And the Anonymous Nobody                                          | — | — | — | — | — | Erstveröffentlichung: 1. Juni 2016 feat. Snoop Dogg                                                |
| 2016 | Action! –                                                              | — | — | — | — | — | Erstveröffentlichung: 11. Juli 2016                                                                |
| 2016 | Greyhounds And the Anonymous Nobody                                    | — | — | — | — | — | Erstveröffentlichung: 17. August 2016 feat. Usher                                                  |
| 2016 | Snoopies And the Anonymous Nobody                                      | — | — | — | — | — | Erstveröffentlichung: 29. August 2016 feat. David Byrne                                            |
| 2016 | Here in After And the Anonymous Nobody                                 | — | — | — | — | — | Erstveröffentlichung: 10. Oktober 2016 feat. Damon Albarn                                          |
| 2019 | It’s Like That –                                                       | — | — | — | — | — | Erstveröffentlichung: 15. November 2019 feat. Carl Thomas                                          |
| 2020 | Remove 45 –                                                            | — | — | — | — | — | Erstveröffentlichung: 28. Oktober 2020 mit Chuck D, Talib Kweli, Pharoah Monch, Mysonne & Styles P |
| 2023 | Trying People –                                                        | — | — | — | — | — | Erstveröffentlichung: 14. Juli 2023                                                                |
| 2024 | Freedom of Speak (We Got Three Minutes) –                              | — | — | — | — | — | Erstveröffentlichung: 21. Februar 2024                                                             |

### Als Gastmusiker
| Jahr | Titel Album                                              | Höchstplatzierung, Gesamtwochen, AuszeichnungChartplatzierungen (Jahr, Titel, Album, Platzierungen, Wochen, Auszeichnungen, Anmerkungen) | Höchstplatzierung, Gesamtwochen, AuszeichnungChartplatzierungen (Jahr, Titel, Album, Platzierungen, Wochen, Auszeichnungen, Anmerkungen) | Höchstplatzierung, Gesamtwochen, AuszeichnungChartplatzierungen (Jahr, Titel, Album, Platzierungen, Wochen, Auszeichnungen, Anmerkungen) | Höchstplatzierung, Gesamtwochen, AuszeichnungChartplatzierungen (Jahr, Titel, Album, Platzierungen, Wochen, Auszeichnungen, Anmerkungen) | Höchstplatzierung, Gesamtwochen, AuszeichnungChartplatzierungen (Jahr, Titel, Album, Platzierungen, Wochen, Auszeichnungen, Anmerkungen) | Anmerkungen                                                                                                 |
| Jahr | Titel Album                                              | DE | AT | CH | UK | US | Anmerkungen                                                                                                 |
| ---- | -------------------------------------------------------- | --- | --- | --- | --- | --- | --- |
| 1990 | Doin’ Our Own Dang Done by the Forces of Nature          | — | — | — | — | — | Erstveröffentlichung: 1990 Jungle Brothers feat. De La Soul, Monie Love, Queen Latifah & Tribe Called Quest |
| 1990 | Mamma Gave Birth to the Soul Children All Hail the Queen | — | — | — | UK14 (7 Wo.)UK | — | Erstveröffentlichung: März 1990 Queen Latifah feat. De La Soul                                              |
| 1994 | Fallin’ Judgment Night (O.S.T.)                          | — | — | — | UK59 (2 Wo.)UK | — | Erstveröffentlichung: 1994 Teenage Fanclub feat. De La Soul                                                 |
| 2005 | Feel Good Inc. Demon Days                                | DE8 ×3Dreifachgold · (20 Wo.)DE | AT4 (31 Wo.)AT | CH12 (22 Wo.)CH | UK2 ×4Vierfachplatin · (48 Wo.)UK | US14 Gold · (45 Wo.)US | Erstveröffentlichung: 11. April 2005 Verkäufe: + 4.230.000; Gorillaz feat. De La Soul                       |
| 2009 | Daylight (Troublemaker Remix) –                          | — | — | — | — | US— aUS | Erstveröffentlichung: 8. September 2009 Matt & Kim feat. De La Soul                                         |
| 2017 | Heart Attack Full Circle                                 | — | — | — | — | — | Erstveröffentlichung: 23. Juni 2017 Oliver feat. De La Soul                                                 |
| 2018 | It Runs Through Me Geography                             | — | — | — | UK— SilberUK | — | Erstveröffentlichung: 9. März 2018 Verkäufe: + 200.000; Tom Misch feat. De La Soul                          |
| 2019 | Rocket Fuel Our Pathetic Age                             | — | — | — | — | — | Erstveröffentlichung: 24. Juli 2019 DJ Shadow feat. De La Soul                                              |
| 2024 | My Year Stifled Creativity                               | — | — | — | — | — | Erstveröffentlichung: 10. Mai 2024 Da Beatminerz feat. De La Soul                                           |

## Musikvideos
| Jahr | Titel                                 | Regie                                      |
| ---- | ------------------------------------- | ------------------------------------------ |
| 1988 | Potholes in My Lawn                   | Kevin Bray                                 |
| 1989 | Me Myself and I                       |                                            |
| 1989 | Eye Know                              |                                            |
| 1989 | Say No Go                             | Mark Pellington                            |
| 1989 | Buddy (Remix)                         |                                            |
| 1990 | Doin’ Our Own Dang                    |                                            |
| 1990 | The Magic Number                      |                                            |
| 1990 | Mama Gave Birth to the Soul Children  |                                            |
| 1991 | A Roller Skating Jam Named ’Saturdays | Benjamin Stokes                            |
| 1991 | Ring Ring Ring (Ha Ha Hey)            | Mark Romanek                               |
| 1991 | Keepin’ the Faith                     |                                            |
| 1993 | Breakadawn                            |                                            |
| 1993 | Ego Trippin’ (Part Two)               | Frank Sacramento                           |
| 1994 | Fallin’                               |                                            |
| 1996 | Stakes Is High                        | Kennedy                                    |
| 1996 | Itzsoweezee (Hot)                     |                                            |
| 1997 | "F.U.N.K.Y. Towel                     |                                            |
| 2000 | Oooh.                                 | Jeff Richter                               |
| 2000 | All Good?                             | David Nelson                               |
| 2001 | Baby Phat                             | Darren Grant                               |
| 2002 | Say ’I Gotta Believe!                 |                                            |
| 2004 | Shopping Bags (She Got from You)      | Lenny Bass                                 |
| 2005 | Feel Good Inc.                        | Pete Candeland, Jamie Hewlett              |
| 2010 | Superfast Jellyfish                   | Pete Candeland, James Coore, Jamie Hewlett |
| 2012 | Must B the Music                      | Matt Stawski                               |
| 2013 | Get Away                              | Lenny Bass, Kris Mercado                   |
| 2016 | Pain                                  |                                            |
| 2016 | Memory of… (US)                       |                                            |
| 2017 | Drawn                                 | J Anders Urmacher                          |
| 2017 | Whoodeeni                             | Kris Merc                                  |
| 2018 | It Runs Through Me                    |                                            |
| 2019 | Rocket Fuel                           | Sam Pilling                                |

## Promoveröffentlichungen
| Jahr | Titel Album                                           | Anmerkungen                                                              |
| ---- | ----------------------------------------------------- | ------------------------------------------------------------------------ |
| 1996 | The Love Song (Remix) –                               | Erstveröffentlichung: 1996 Bush Babees feat. De La Soul                  |
| 1998 | More Than U Know A Prince Among Thieves               | Erstveröffentlichung: 1998 Prince Paul feat. De La Soul                  |
| 2000 | Keep On Sound of N.O.W.                               | Erstveröffentlichung: 2000 Nightmares on Wax feat. De La Soul            |
| 2001 | 1234 Embrace the Chaos                                | Erstveröffentlichung: 2001 Ozomatli feat. De La Soul                     |
| 2006 | Forever Are You In?: Nike+ Original Run               | Erstveröffentlichung: 2006                                               |
| 2010 | Superfast Jellyfish Plastic Beach                     | Erstveröffentlichung: 9. Mai 2010 Gorillaz feat. De La Soul & Gruff Rhys |
| 2012 | Must B the Music Plug 1 & Plug 2 Present… First Serve | Erstveröffentlichung: 6. Februar 2012                                    |
| 2012 | We Made It Plug 1 & Plug 2 Present… First Serve       | Erstveröffentlichung: 20. August 2012                                    |

## Sonderveröffentlichungen

### Alben
| Jahr | Titel Musiklabel                          | Anmerkungen                                                                    |
| ---- | ----------------------------------------- | ------------------------------------------------------------------------------ |
| 2012 | Original Album Series Rhino Records (WMG) | Erstveröffentlichung: 3. September 2012 Teil der „Original-Album-Series“-Reihe |

| Jahr | Titel Musiklabel                            | Anmerkungen                                                    |
| ---- | ------------------------------------------- | -------------------------------------------------------------- |
| 2014 | Clear Lake Audiotorium Selbstverlag         | Erstveröffentlichung: 14. Februar 2014 Kostenloser Download    |
| 2023 | Buddy (Native Tongue Decision) Selbstverlag | Erstveröffentlichung: 4. August 2023 Bandcamp-Veröffentlichung |

| Jahr | Titel Musiklabel                                                                 | Anmerkungen                                                                     |
| ---- | -------------------------------------------------------------------------------- | ------------------------------------------------------------------------------- |
| 2007 | The Platinum Collection Rhino Records (WMG)                                      | Erstveröffentlichung: 29. Oktober 2007 Teil der „The-Platinum-Collection“-Reihe |
| 2008 | De La Soul Is Dead + Art Official Intelligence: Mosaic Thump Rhino Records (WMG) | Erstveröffentlichung: 5. September 2008 Teil der „2-in-1“-Reihe                 |

| Jahr | Titel Musiklabel                                          | Anmerkungen                                              |
| ---- | --------------------------------------------------------- | -------------------------------------------------------- |
| 2006 | De La Soul’s Hip Hop Mixtape Mixmag (Mixmag)              | Erstveröffentlichung: Oktober 2006 Beilage im Mixmag 186 |
| 2009 | Are You In?: Nike+ Original Run Nike+ Sport Music (Nike)  | Erstveröffentlichung: 28. April 2009 iTunes-Exclusive    |
| 2014 | Smell the Da.I.S.Y. (Da Inner Soul of Yancy) Selbstverlag | Erstveröffentlichung: 26. März 2014 Kostenloser Download |

| Jahr | Titel Musiklabel                      | Anmerkungen                                                                  |
| ---- | ------------------------------------- | ---------------------------------------------------------------------------- |
| 2003 | Remixes Tommy Boy Entertainment (WMG) | Erstveröffentlichung: 28. Mai 2003 Teil von 3 Feet High and Rising (Reissue) |

### Lieder
| Jahr | Titel Album                                                   | Anmerkungen |
| ---- | ------------------------------------------------------------- | --- |
| 1989 | Mama Gave Birth to the Soul Children All Hail the Queen       | Erstveröffentlichung: 27. Oktober 1989 Queen Latifah feat. De La Soul                                                   |
| 1989 | Doin’ Our Own Dang Done by the Forces of Nature               | Erstveröffentlichung: 7. November 1989 Jungle Brothers feat. De La Soul, Monie Love, Queen Latifah & Tribe Called Quest |
| 1997 | Gettin’ Down at the Amphitheater One Day It’ll All Make Sense | Erstveröffentlichung: 30. September 1997 Common feat. De La Soul                                                        |
| 1998 | 360° (Oh Yeah) Extended Play E.P.                             | Erstveröffentlichung: 15. Februar 1998 Propellerheads feat. De La Soul                                                  |
| 1998 | Trouble in the Water HII                                      | Erstveröffentlichung: 24. März 1998 DJ Honda feat. De La Soul                                                           |
| 1999 | Star Track Fat Come Back                                      | Erstveröffentlichung: 6. September 1999 Alliance Ethnik feat. De La Soul                                                |
| 1999 | Star Track Fat Come Back                                      | Erstveröffentlichung: 11. Januar 1999 Alliance Ethnik feat. De La Soul                                                  |
| 1999 | More Than U Know A Prince Among Thieves                       | Erstveröffentlichung: 23. Februar 1999 Prince Paul feat. De La Soul                                                     |
| 1999 | Award Tour The Anthology                                      | Erstveröffentlichung: 26. Oktober 1999 A Tribe Called Quest feat. De La Soul                                            |
| 2000 | Keep On Sound of N.O.W.                                       | Erstveröffentlichung: 21. März 2000 Nightmares on Wax feat. De La Soul                                                  |
| 2000 | What’s That? (¿Que Eso?) The Piece Maker                      | Erstveröffentlichung: 18. April 2000 Tony Touch feat. De La Soul & Mos Def                                              |
| 2000 | Cali to New York Bridging the Gap                             | Erstveröffentlichung: 26. September 2000 The Black Eyed Peas feat. De La Soul                                           |
| 2000 | Soul Rebels Train of Thought                                  | Erstveröffentlichung: 17. Oktober 2000 Reflection Eternal feat. De La Soul                                              |
| 2001 | Time 4 Da True KAOS the Anti-Acoustic Warfare                 | Erstveröffentlichung: 10. September 2001 Adam F feat. De La Soul & Khryst                                               |
| 2001 | 1234 Embrace the Chaos                                        | Erstveröffentlichung: 11. September 2001 Ozomatli feat. De La Soul                                                      |
| 2004 | If It Wasn’t for You White People                             | Erstveröffentlichung: 9. November 2004 Handsome Boy Modeling School feat. De La Soul & Starchild Excalibur              |
| 2005 | Feel Good Inc. Demon Days                                     | Erstveröffentlichung: 11. Mai 2005 Gorillaz feat. De La Soul                                                            |
| 2006 | Clint Eastwood (Live) Dare                                    | Erstveröffentlichung: 10. Oktober 2006 Gorillaz feat. Bootie Brown & De La Soul                                         |
| 2006 | Idea Closer                                                   | Erstveröffentlichung: 16. Oktober 2006 Ty feat. De La Soul                                                              |
| 2006 | Stay Away Rhyme Pro                                           | Erstveröffentlichung: 25. November 2006 Rob-O feat. De La Soul                                                          |
| 2008 | Stakes Is High The Green Album                                | Erstveröffentlichung: 27. Mai 2008 Omer Saar feat. De La Soul, The Notorious B.I.G. & The Pharcyde                      |
| 2010 | Superfast Jellyfish Plastic Beach                             | Erstveröffentlichung: 3. März 2010 Gorillaz feat. De La Soul & Gruff Rhys                                               |
| 2010 | Scheming Villa Manifesto                                      | Erstveröffentlichung: 29. Juli 2010 Slum Village feat. De La Soul, J Dilla & Phife Dawg                                 |
| 2010 | Picnic Transcended Elements                                   | Erstveröffentlichung: 3. November 2010 Cradle Orchestra feat. De La Soul                                                |
| 2010 | Concrete Jungle Professional Ignorant                         | Erstveröffentlichung: 2. Dezember 2010 4-Ize feat. De La Soul & Señor Kaos                                              |
| 2014 | Seal Me with a Kiss Sweet Talker                              | Erstveröffentlichung: 10. Oktober 2014 Jessie J feat. De La Soul                                                        |
| 2014 | Navajo Rugs Ohio                                              | Erstveröffentlichung: 27. Oktober 2014 Stalley feat. De La Soul                                                         |
| 2014 | Feel Good Inc. Live at the De De De Der…                      | Erstveröffentlichung: 15. November 2014 Damon Albarn & The Heavy Seas feat. De La Soul                                  |
| 2015 | Right Back Yes                                                | Erstveröffentlichung: 16. Juni 2015 Slum Village feat. De La Soul                                                       |
| 2017 | Momentz Humanz                                                | Erstveröffentlichung: 28. April 2017 Gorillaz feat. De La Soul                                                          |
| 2017 | Leap of Faith God First                                       | Erstveröffentlichung: 14. Juli 2017 Mr Jukes feat. De La Soul & Horace Andy                                             |
| 2017 | Heart Attack Full Circle                                      | Erstveröffentlichung: 25. August 2017 Oliver feat. De La Soul                                                           |
| 2018 | It Runs Through Me Geography                                  | Erstveröffentlichung: 6. April 2018 Tom Misch feat. De La Soul                                                          |
| 2018 | Turning Me Off The Detroit Project                            | Erstveröffentlichung: 27. April 2018 Slum Village feat. De La Soul                                                      |
| 2019 | Rocket Fuel Our Pathetic Age                                  | Erstveröffentlichung: 14. November 2019 DJ Shadow feat. De La Soul                                                      |
| 2021 | Mr Big Mouf, Pt. II The Hour of Khrysis                       | Erstveröffentlichung: 20. April 2021 Khrysis feat. De La Soul                                                           |
| 2022 | Smuckers Flow Doom the Creator                                | Erstveröffentlichung: 22. Juni 2022 David Begun feat. De La Soul                                                        |
| 2023 | Crocadillaz Cracker Island                                    | Erstveröffentlichung: 27. Februar 2023 Gorillaz feat. De La Soul                                                        |
| 2024 | My Year Stifled Creativity                                    | Erstveröffentlichung: 21. Juni 2024 Da Beatminerz feat. De La Soul                                                      |

| Jahr | Titel Album                                                     | Anmerkungen                            |
| ---- | --------------------------------------------------------------- | -------------------------------------- |
| 1997 | Me, Myself and I / (Not Just) Knee Deep Tibetan Freedom Concert | Erstveröffentlichung: 4. November 1997 |

| Jahr | Titel Soundtrack                                                           | Anmerkungen                                                               |
| ---- | -------------------------------------------------------------------------- | ------------------------------------------------------------------------- |
| 1993 | Fallin’ Judgment Night – Zum Töten verurteilt                              | Erstveröffentlichung: 14. September 1993 Teenage Fanclub feat. De La Soul |
| 1996 | I Can’t Call It High School High                                           | Erstveröffentlichung: 19. August 1996                                     |
| 1997 | Chanel No. Fever Men in Black                                              | Erstveröffentlichung: 1. Juli 1997                                        |
| 1997 | Do Fries Go with That Shake? Good Burger – Die total verrückte Burger-Bude | Erstveröffentlichung: 15. Juli 1997                                       |
| 2001 | Turn It Out Osmosis Jones                                                  | Erstveröffentlichung: 7. August 2001 feat. Yummy Bingham                  |
| 2019 | Rocket Fuel Spione Undercover – Eine wilde Verwandlung                     | Erstveröffentlichung: 13. Dezember 2019 DJ Shadow feat. De La Soul        |

### Videoalben
| Jahr | Titel Musiklabel                                                                         | Anmerkungen                                                           |
| ---- | ---------------------------------------------------------------------------------------- | --------------------------------------------------------------------- |
| 2014 | 2014-06-27: Glastonbury Festival of Contemporary Performing Arts, U.K. BBC iPlayer (BBC) | Erstveröffentlichung: 27. Juni 2014 Teil der „Glastonbury-2014“-Reihe |

## Statistik

### Chartauswertung
|                     | DE    | AT    | CH    | UK    | US    |
| ------------------- | ----- | ----- | ----- | ----- | ----- |
| Nummer-eins-Alben   | DE—DE | AT—AT | CH—CH | UK—UK | US—US |
| Top-10-Alben        | DE—DE | AT—AT | CH—CH | UK2UK | US1US |
| Alben in den Charts | DE5DE | AT3AT | CH6CH | UK7UK | US8US |

|                       | DE    | AT    | CH    | UK     | US    |
| --------------------- | ----- | ----- | ----- | ------ | ----- |
| Nummer-eins-Singles   | DE—DE | AT—AT | CH1CH | UK—UK  | US—US |
| Top-10-Singles        | DE2DE | AT2AT | CH1CH | UK3UK  | US—US |
| Singles in den Charts | DE5DE | AT3AT | CH8CH | UK19UK | US4US |

### Auszeichnungen für Musikverkäufe
| Goldene Schallplatte - Australien - 1991: für die Single Ring Ring Ring (Ha Ha Hey) - Neuseeland - 1991: für die Single Ring Ring Ring (Ha Ha Hey) Platin-Schallplatte - Australien - 2005: für die Single Feel Good Inc. - Dänemark - 2021: für die Single Feel Good Inc. - Italien - 2019: für die Single Feel Good Inc. - Spanien - 2024: für die Single Feel Good Inc. | 3× Platin-Schallplatte - Portugal - 2025: für die Single Feel Good Inc. 5× Platin-Schallplatte - Kanada - 2022: für die Single Feel Good Inc. 6× Platin-Schallplatte - Neuseeland - 2025: für die Single Feel Good Inc. |

Anmerkung: Auszeichnungen in Ländern aus den Charttabellen bzw. Chartboxen sind in ebendiesen zu finden.
| Land/RegionAuszeichnungen für Musikverkäufe (Land/Region, Auszeichnungen, Verkäufe, Quellen) | Silber     | Gold     | Platin       | Verkäufe  | Quellen                       |
| -------------------------------------------------------------------------------------------- | ---------- | -------- | ------------ | --------- | ----------------------------- |
| Australien (ARIA)                                                                            | —          | Gold1    | Platin1      | 105.000   | aria.com.au                   |
| Dänemark (IFPI)                                                                              | —          | —        | Platin1      | 90.000    | ifpi.dk                       |
| Deutschland (BVMI)                                                                           | —          | Gold1    | Platin1      | 450.000   | musikindustrie.de             |
| Italien (FIMI)                                                                               | —          | —        | Platin1      | 50.000    | fimi.it                       |
| Kanada (MC)                                                                                  | —          | —        | 5× Platin5   | 400.000   | musiccanada.com               |
| Neuseeland (RMNZ)                                                                            | —          | Gold1    | 6× Platin6   | 185.000   | aotearoamusiccharts.co.nz NZ2 |
| Portugal (AFP)                                                                               | —          | —        | 3× Platin3   | 30.000    | Einzelnachweise               |
| Spanien (Promusicae)                                                                         | —          | —        | Platin1      | 60.000    | elportaldemusica.es           |
| Vereinigte Staaten (RIAA)                                                                    | —          | 3× Gold3 | Platin1      | 2.500.000 | riaa.com                      |
| Vereinigtes Königreich (BPI)                                                                 | 2× Silber2 | Gold1    | 5× Platin5   | 3.060.000 | bpi.co.uk                     |
| Insgesamt                                                                                    | 2× Silber2 | 7× Gold7 | 25× Platin25 |           |                               |